# 후쿠시마현립 후쿠시마 메이세이 고등학교
후쿠시마현립 후쿠시마 메이세이 고등학교(일본어: 福島県立福島明成高等学校 후쿠시마켄리쓰후쿠시마메이세이코토갓코[*])는 후쿠시마현 후쿠시마시에 소재해 있는 현립 고등학교이다. 개교 당시의 명칭은 후쿠시마 농잠 고등학교(福島農蚕高等学校)였다.